# Тиберий Клавдий Нарцисс
Тибе́рий Кла́вдий Нарци́сс (лат. Tiberius Claudius Narcissus; убит в 54 году н. э.) — римский вольноотпущенник, приближённый императора Клавдия и его супруги Мессалины.

## Биография
Возвысился в правление императора Клавдия, сблизившись с его супругой Мессалиной. Согласно историку Диону Кассию, Мессалина и Нарцисс поощряли доносы рабов и вольноотпущенников на собственных хозяев. Многие сенаторы, всадники и плебеи были отправлены в тюрьмы, подвергнуты пыткам и казнены.
Вместе с Мессалиной участвовал в придворной интриге, из-за которой был казнён Аппий Юний Силан, отчим Мессалины. Мессалина и Нарцисс сговорились между собой и решили устранить Силана. Они стали рассказывать Клавдию, что им снились одинаковые сны, в которых Силан устраивает покушение на императора. В тот день Силан был вызван к Клавдию, где был арестован и казнён по ложному обвинению в покушении на императора. В 43 году перед походом римлян на Британию Нарцисс присутствовал перед отправкой войска. Солдаты приветствовали Нарцисса криками: «Ио, Сатурналия». Нарцисс занимал должность заведующего письмами (секретаря, ведавшего императорской корреспонденцией — лат. ab epistulis).
В 48 году сообщил Клавдию о заговоре Мессалины и её супруга Гая Силия о попытке захвата императорской власти. Нарцисс для этого использовал двух наложниц императора Кальпурнию и Клеопатру, которые сообщили это Клавдию. Нарцисс собрал преторианцев и обеспечил безопасное возвращение в город растерявшемуся императору. Мессалина бежала в сады Лукулла, где вскоре была убита по приказу Нарцисса, который затем получил квесторские знаки отличия.
После убийства Мессалины Нарцисс советовал Клавдию взять в жёны бывшую супругу Элию Петину, но император по совету Палланта женился на своей племяннице Агриппине Младшей. Тацит писал, что несмотря на уговор, свадебная церемония откладывалась, поскольку женитьба дяди на племяннице было делом неслыханным. Луций Вителлий сумел добиться постановления сената, чтобы разрешить этот брак.
В 54 году Нарцисс поддерживал сына Клавдия и Мессалины Тиберия Клавдия Британника, как будущего императора. Поддержка Британника была связана с тем, что Нарцисс стал подозревать его мачеху Агриппину в злонамеренных действиях против Клавдия и мечтал, чтобы Тиберий Клавдий как можно скорее достиг совершеннолетия, чтобы отстранить от власти врагов отца и казнить убийц матери, хотя он сам принимал участие в убийстве Мессалины .
Из-за болезни Нарцисс отправился на лечение в Кампанию, известную в то время минеральными водами. За время его отсутствия император Клавдий скончался, вероятно отравленный по приказу Агриппины, подавшей ему кушанье из грибов. Преемником Клавдия стал 17-летний Нерон, пасынок Клавдия и сын Агриппины, которая в том же году отдала приказ об убийстве Нарцисса.